# Constitution du 5 fructidor an III
Lire en ligne

Consulter

Constitution du 6 messidor an I (inappliquée) Constitution de l'an VIII (Consulat)

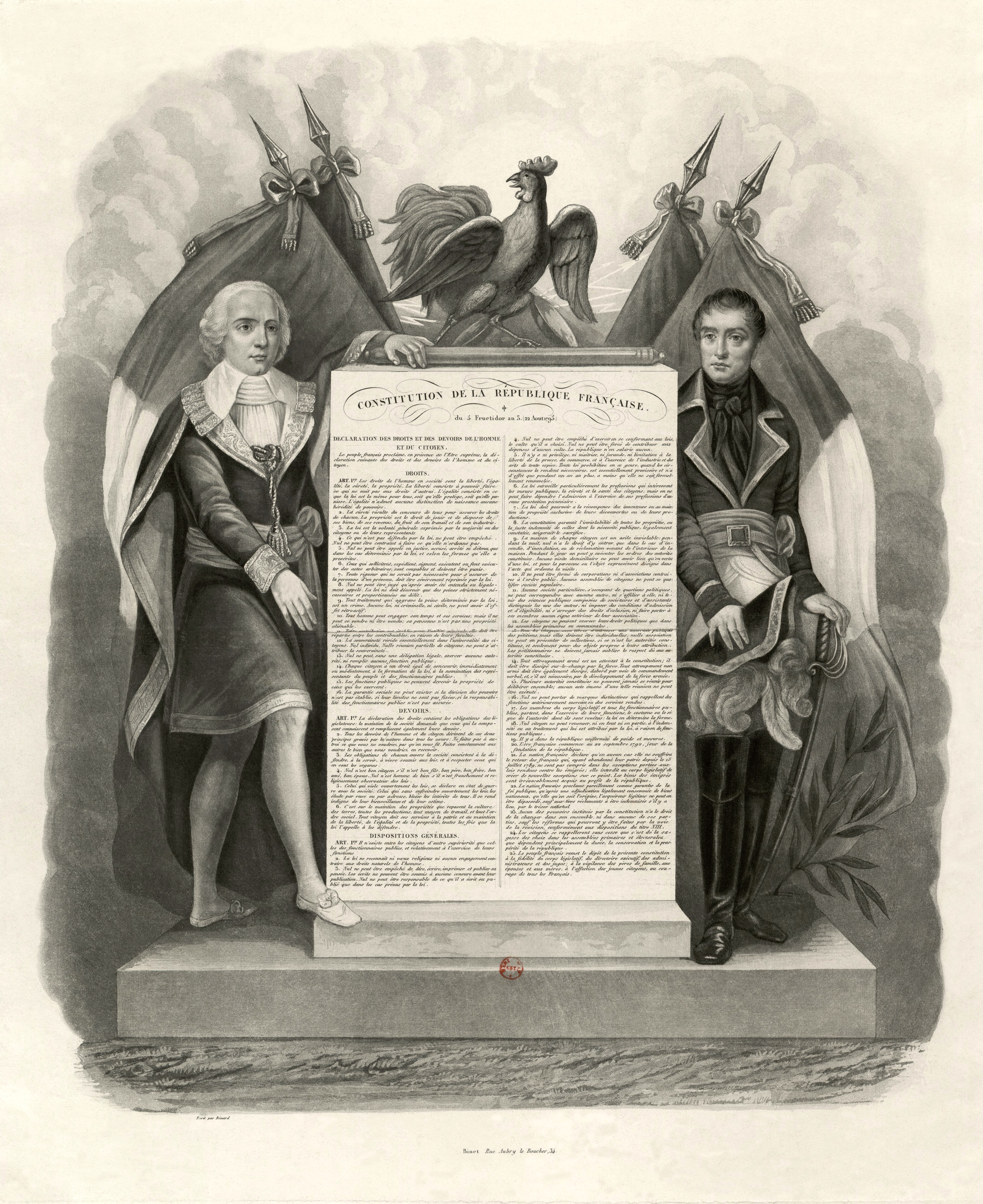
Le texte du préambule encadré par Barras et Bonaparte (aquatinte, représentation antérieure à 1799).

La Constitution de la République française du 5 fructidor an III (22 août 1795) est la constitution de la Première République française qui fonde le Directoire.
Adoptée par la Convention thermidorienne le 5 fructidor an III (22 août 1795), approuvée par plébiscite le 6 septembre (20 fructidor de l'an III), elle est promulguée par une loi du 6e jour complémentaire an III (22 septembre 1795), qui la proclame loi fondamentale de l’État. Elle a pour préambule la Déclaration des droits et des devoirs de l'homme et du citoyen de 1795. Sa promulgation est suivie par celle d'un nouveau code pénal, le Code des délits et des peines (1795).
La Constitution du 5 fructidor an III est la première constitution républicaine appliquée en France. Elle est la deuxième constitution adoptée par la Convention nationale après la Constitution du 24 juin 1793, qui n'a jamais été appliquée. Enfin, il s'agit du troisième projet de constitution discuté à la Convention après le projet de constitution girondine proposé par Nicolas de Condorcet le 15 et le 16 février 1793. 
La constitution de l'an III entre en vigueur en brumaire an IV avec la mise en place des nouveaux pouvoirs : le 4 brumaire (26 octobre 1795), la Convention se sépare ; le 8 (30 octobre), le Conseil des Anciens et celui des Cinq-Cents déclarent être définitivement constitués ; le 10 (1er novembre), le premier directoire est nommé.  
Elle est suspendue le 10 novembre 1799, lendemain du coup d'État du 18 Brumaire, par une résolution du Conseil des Anciens qui établit le Consulat provisoire, avant d'être abrogée par la constitution du 22 frimaire an VIII (13 décembre 1799) qui établit le Consulat décennal.
Parfois surnommée la « Constitution de la peur » selon le mot de l'historien Pierre Gaxotte,, la constitution de l'an III est, avec ses 377 articles, la plus longue constitution de l'histoire constitutionnelle française,.
Les républiques sœurs ont eu des constitutions calquées sur celle de l'an III.

## La rédaction
Le gouvernement révolutionnaire supprimé après la chute de Maximilien de Robespierre le 9 thermidor an II (27 juillet 1794), les Thermidoriens refusèrent d'appliquer la Constitution de l'an I (juin 1793) et élaborèrent celle de 1795 favorable à la bourgeoisie libérale et modérée.
Le 4 floréal an III (le 23 avril 1795), la Convention nationale élit une Commission des Onze chargée de « préparer les lois organiques de la constitution ». Ces membres sont  :
- Théophile Berlier (député de la Côte-d'Or, Montagnard)
- François-Antoine Boissy d'Anglas (député de l'Ardèche, Plaine)
- Jean-Jacques-Régis de Cambacérès (député de l'Hérault, Plaine)
- Jacques-Antoine Creuzé-Latouche (député de la Vienne, Gironde)
- Pierre Daunou (député du Pas-de-Calais, Gironde)
- Louis-Marie de La Révellière-Lépeaux (député du Maine-et-Loire, Gironde)
- Denis-Toussaint Lesage (député d'Eure-et-Loir, Gironde)
- Jean-Baptiste Louvet (député du Loiret, Gironde)
- Philippe-Antoine Merlin (député du Nord, Plaine)
- Emmanuel-Joseph Sieyès (député de la Sarthe, Plaine)
- Antoine Claire Thibaudeau (député de la Vienne, Plaine)

Par décret du 15 floréal (4 mai), les députés qui siègent dans la Commission des Onze ne peuvent siéger en même temps au Comité de Salut public ou au Comité de Sûreté générale. Le 17 floréal (le 6 mai), Cambacérès, Merlin et Sieyès démissionnent de la Commission pour siéger au Comité de Salut public. Ils sont remplacés par les membres suivants :
- Pierre Baudin (député des Ardennes, Plaine)
- Pierre-Toussaint Durand de Maillane (député des Bouches-du-Rhône, Plaine)
- Jean-Denis Lanjuinais (député d'Ille-et-Vilaine, Gironde)

L'historienne Christine Le Bozec juge que Boissy-d'Anglas, Durand-Maillane, Lanjuinais et Lesage sont des « républicains opportunistes » car « ils ont une vision intéressée de la république, comme moyen conservateur ». Par opposition, les « républicains durs » comme Baudin, Berlier, La Révellière-Lépeaux, Lesage ou Louvet sont attachés à la forme républicaine du régime. 
Au cours de la discussion du projet, Sieyès souhaitait un contrôle de la constitutionnalité des lois avec la création d'un Jury Constitutionnaire. Cette proposition qu'il défendit en juillet 1795, fut repoussée par Berlier au nom de la Commission des Onze et ne fut pas retenue, mais fut à l'origine du Sénat du Consulat et de l'Empire.
Le lendemain de la clôture des débats, le 1er fructidor an III (18 août 1795), le député Baudin des Ardennes présente un rapport « sur les moyens de terminer la Révolution », dans lequel il préconise que les deux tiers des sièges au Conseil des Anciens et au Conseil des Cinq-Cents soient réservés à des membres de l'ex-Convention, soit 500 des 750 élus. Pour justifier ce décret des deux tiers, il explique que « la retraite de l'Assemblée Constituante vous apprend assez qu'une législature entièrement nouvelle pour mettre en mouvement une constitution qui n'a pas été essayée est un moyen infaillible de la renverser ». Le décret fut voté, avec la constitution, le 5 fructidor an III (22 août 1795). Décret et Constitution furent ensuite soumis à plébiscite, et adoptés, par le décret du 1er vendémiaire an IV (23 septembre 1795) portant la proclamation de l'acceptation par le peuple français de la constitution qui lui a été présentée par la Convention nationale.
Les royalistes répondront au décret des deux tiers par l'insurrection du 13 vendémiaire an IV (5 octobre 1795). Les Thermidoriens ont donc conservé la République, mais rétabli le suffrage censitaire à deux degrés par crainte du suffrage universel.

## La Déclaration des droits et devoirs de l'homme et du citoyen
La Déclaration des droits et des devoirs de l'homme et du citoyen de 1795 correspond au préambule de la Constitution du 5 fructidor an III (22 août 1795).
Les droits proclamés sont repris de la Déclaration de 1793 mis à part les droits sociaux. L'esclavage reste donc toujours aboli.
Soucieux de maintenir l'ordre, les constituants instaurent explicitement une partie intitulée « Devoirs » dans la Déclaration. Les précédentes déclarations, bien que ne concernant que les droits dans leurs intitulés, incluaient toutefois aussi des devoirs (voir le préambule de la première) . Plus que d'une innovation juridique, cet ajout aurait donc plutôt une portée pédagogique et politique, selon Guy Braibant.
Parmi ces devoirs, celle-ci énonce : « Le bon citoyen c'est le bon fils, le bon père, le bon frère, le bon ami, le bon époux ».

## La République
La Constitution de l'an III est la seule constitution française qui définit le territoire.
Le territoire de la République comprend les quatre-vingt-neuf départements existants. Il s'agit de quatre-vingt-un des quatre-vingt-trois départements créés en 1790 auxquels se sont ajoutés les huit départements suivants :
- Le Golo et le Liamone, résultant de la partition de la Corse ;
- La Loire et le Rhône, résultant de la partition du Rhône-et-Loire ;
- Les Alpes-Maritimes, résultant de l'annexion du comté de Nice ;
- Le Mont-Blanc, résultant de l'annexion du duché de Savoie ;
- Le Mont-Terrible, résultant de l'annexion de la principauté de Montbéliard et d'une partie de l'évêché de Bâle ;
- Le Vaucluse, résultant de l'annexion d'Avignon et du Comtat venaissin.

Les colonies sont déclarées à l'article 6 « parties intégrantes de la République » et « soumises à la même loi constitutionnelle ». 
L'article 7 prévoit leur départementalisation par la création de onze à treize départements :
- quatre à six départements dans Saint-Domingue ;
- la Guadeloupe et ses dépendances, à savoir : Marie-Galante, la Désirade, les Saintes et la partie française de Saint-Martin ;
- la Martinique ;
- la Guyane française et Cayenne ;
- Sainte-Lucie et Tobago ;
- l'île de France, les Seychelles, Rodrigue et les établissements de Madagascar ;
- l'île de la Réunion ;
- les Indes-Orientales, Pondichéry, Chandernagor, Mahé, Karical et les autres établissements.

## La citoyenneté

### Consistance de la citoyenneté
L'article 11 de la Constitution définit les droits dont l'exercice est réservé aux citoyens français :
- le droit de voter aux assemblées primaires ;
- le droit d'être appelé aux fonctions établies par la Constitution.

### Qualité de citoyen
La qualité de citoyen est réservée aux hommes âgés de vingt-et-un ans accomplis.
La convention thermidorienne précise l'âge auquel l'étranger peut prétendre accéder à la citoyenneté française (21 ans) et porte à sept ans, au lieu de cinq, la durée du séjour exigée (Art 10), mais ne revient pas sur le droit du sol différé (à l'âge adulte) pour la seconde génération.

### Perte et suspension de l'exercice de la citoyenneté
L'article 12 de la Constitution prévoit trois cas de perte de l'exercice des droits de citoyen :
- la naturalisation en pays étranger ;
- l'affiliation à une corporation étrangère qui supposerait des distinctions de naissance ou exigerait des vœux de religion ;
- l'acceptation de fonctions ou de pensions offertes par un gouvernement étranger.

Le quatrième cas prévu par l'article 12 — la condamnation à des peines afflictives ou infamantes — n'est qu'un cas de suspension de l'exercice des droits de citoyen puisqu'elle n'est que provisoire — la réhabilitation du condamné y met fin.
L'article 13 prévoit cinq autres cas de suspension de l'exercice des droits de citoyens :
- l'état d'interdiction judiciaire ;
- l'état de débiteur failli ou d'héritier immédiat et à titre gratuit de tout ou partie de la succession d'un failli ;
- l'état de domestique à gage ;
- l'état d'accusation ;
- l'état de contumax.

### Les assemblées de citoyens

#### Les assemblées primaires
Les assemblées primaires élisent :
- Les électeurs ;
- Le juge de paix et ses assesseurs ;
- Le président de l'administration du canton ou, dans les communes de moins de cinq mille habitants, les officiers municipaux.

#### Les assemblées électorales
Les assemblées électorales élisent :
- Les membres du Corps législatif ;
- Les membres du Tribunal de cassation ;
- Les hauts-jurés ;
- Les administrateurs de département ;
- Le président, l'accusateur public et le greffier du tribunal criminel ;
- Les juges des tribunaux civils.

## L'organisation des pouvoirs
La doctrine classique du droit constitutionnel (fin XIXe—milieu XXe ; voir par exemple Maurice Deslandres ou Joseph Barthélemy) soutient qu'afin d’éviter une possibilité de retour à une dictature révolutionnaire, la Constitution aurait accentué la séparation des pouvoirs sans prévoir de mécanismes pour régler les crises. Pour Barthélemy, au lieu de se contenter d'une simple séparation des pouvoirs, on arrive ainsi à des « pouvoirs isolés ». Toutefois, cette interprétation classique, qui conduit à la thèse (encore aujourd'hui largement répandue) selon laquelle les conflits politiques du Directoire seraient issus de blocages institutionnels, et donc d'une imperfection de la Constitution, est fortement critiquée par le juriste Michel Troper.
Troper distingue en effet un modèle de spécialisation des autorités, l'une dans la fonction législative, l'autre dans la fonction exécutive, et un modèle de « balance des pouvoirs ». Le premier modèle, d'inspiration démocratique, correspondrait à la théorie de Rousseau, à la Constitution de Pennsylvanie et à la Constitution de 1793. Le second modèle, d'inspiration libérale, correspondrait à la théorie de Montesquieu, au modèle anglais, à la Constitution du Massachusetts et à la Constitution fédérale des États-Unis, ainsi, qu'en France, à la Constitution de 1791.
Or, selon lui, la Constitution de 1795, qui répond au modèle de spécialisation, n'organise pas une séparation des pouvoirs, mais une soumission du pouvoir exécutif au pouvoir législatif, selon la perspective légicentriste adoptée lors de la Révolution.

### Le pouvoir législatif
Le pouvoir législatif est partagé entre deux assemblées (bicamérisme) : le Conseil des Cinq-Cents propose les lois, et une autre assemblée composée de 250 membres le Conseil des Anciens les adopte ou les rejette. Ces deux conseils se renouvellent par tiers chaque année. Il ne s'agit cependant pas d'un bicaméralisme au sens contemporain du terme attendu que les deux chambres représentent la même population, sont élus selon la même procédure - la division entre les deux assemblées se fait sur la base de l'âge - et la navette parlementaire ne va que dans un seul sens.

### Le pouvoir exécutif
Le pouvoir exécutif est confié non pas à un seul magistrat mais à cinq directeurs, d'où le nom de Directoire. Tous les ans, un de ses membres est remplacé par un nouveau mode de désignation complexe. Tout d'abord, le Conseil des Cinq Cents désigne à vote secret dix noms qui seront proposés au Conseil des Anciens, qui en désigne un parmi ces dix pour être au Directoire. Souvent, le premier conseil mettait neuf noms inconnus et un connu pour que celui-ci soit élu au Directoire. Ce directeur sortant ne peut être à nouveau désigné qu'au bout de 5 années. Chaque directeur exerce la présidence à tour de rôle pendant trois mois seulement : ce président n’a aucune prépondérance personnelle ou de pouvoir particulier.
Selon la doctrine classique, une stricte séparation des pouvoirs serait encore renforcée, le Directoire n'ayant - selon cette interprétation - aucune autorité sur les Conseils, ni les Conseils sur le Directoire. Un certain nombre d'exceptions à cette règle résultent, selon cette interprétation, d'incohérences des Conventionnels.
Or, c'est cette thèse que Troper critique. D'une part, si la doctrine classique s'appuie sur le fait que le Directoire et les conseils ne peuvent communiquer directement, mais seulement par l'intermédiaire de messagers d'État (art. 170), elle passe sous silence le fait que les conseils eux-mêmes ne peuvent communiquer que par l'intermédiaire de messagers - disposition qui n'a certes rien à voir avec la séparation des pouvoirs.
D'autre part, ce qui pour la doctrine classique est uniquement de l'ordre de la responsabilité pénale et non politique des membres du Directoire (art. 152), relève en fait de la responsabilité politique pour Troper. Sur le fondement de l'art. 113, le Conseil des Anciens peut les accuser, sur proposition du Conseil des Cinq-Cents (art. 271), de « manœuvres pour renverser la Constitution ». Ils sont alors jugés devant la Haute Cour de justice (art. 265 et suivants). Or, aucun procédé de défense n'est prévu, le cas échéant, pour les membres du Directoire : cette accusation, purement discrétionnaire, entraîne la démission. C'est d'ailleurs ce qui dans les faits, s'est passé (coup d'État du 30 prairial an VII). Selon Troper, cette accusation se porte lorsque le Directoire éprouve des velléités d'exercer une politique différente de celle voulue par les conseils.

## Des fonctions communes
Troper montre de plus qu'un certain nombre de domaines sont partagés entre l'exécutif et le législatif. Il ne s'agit donc pas de séparation des pouvoirs, selon lui, mais d'une spécialisation des fonctions, maintenant l'exécutif sous la dépendance du législatif - tandis que, pour éviter que le législatif n'accapare toutes les fonctions de l'exécutif, ce qui ferait tomber le régime dans le despotisme, le premier est divisé en deux chambres, l'équilibre des pouvoirs s'instaurant entre elles.
Ainsi, en matière d'affaires étrangères, le Directoire et le pouvoir législatif partagent certaines compétences (art. 43) . De même, le législatif intervient dans la fonction exécutive de plusieurs manières (art. 150, 156, 161) . Les compétences sont aussi partagées en matière de finances (les commissaires de la Trésorerie nationale - art. 315 - et de la Comptabilité nationale - art. 321 - sont élus par les conseils) ). Enfin, en matière judiciaire, c'est le Conseil des Cinq-Cents qui rédige et publie la proclamation constituant la Haute Cour de justice (art. 267) et c'est lui qui rédige l'acte d'accusation discrétionnaire (art. 271) . D'autre part, le système du référé législatif, institué par la Constitution de 1791, est reproduit (art. 254-264) .
Toutes ces exceptions montrent, selon Troper, qu'on ne peut en aucun cas parler de séparation rigide des pouvoirs, comme l'a fait la doctrine classique.

## Un système bloqué?
Les rédacteurs recherchent la stabilité et rendent donc le texte très difficilement révisable.
De nouveau selon la doctrine classique, aucune solution n'aurait été prévue en cas de conflit politique entre les organes (entre les deux Conseils ou entre les Conseils et les directeurs). Néanmoins, selon Troper, il ne peut y avoir de conflit politique, dans la mesure où en aucun cas la Constitution ne permet au Directoire de poursuivre une politique différente de celle du corps législatif : celui-ci ne doit être qu'un exécutant docile de celui-là . En cas de conflit, la responsabilité politique (l'accusation discrétionnaire) s'applique, et le Directoire est acculé à la démission, ou à l'insubordination, tout à fait illégale.
Les crises classiques invoquées ne sont donc ainsi pas, selon Troper, des blocages institutionnels. Lors du coup d'État du 18 fructidor an V, s'il existe une opposition politique entre le Directoire et les conseils, celui-ci n'a aucun moyen légal de s'opposer à ceux-là, qui s'apprêtent à voter le décret d'accusation. Le Directoire choisit alors de recourir à la force, et de faire appel à Bonaparte, avant de se raviser.
Après les résultats des élections parlementaires du 18 avril 1798, il n'y a ni conflit institutionnel[Information douteuse], ni divergence politique. La majorité des sortants est d'accord avec le Directoire pour invalider les élections avec la loi du 22 floréal an VI, et empêcher les néo-jacobins (qui ont obtenu 106 sièges de députés sur 150 à pourvoir) de prendre possession de leurs sièges.
Enfin, lors du coup d'État du 30 prairial an VII, il y a bien une opposition politique, mais non un conflit institutionnel. Le corps législatif menace trois directeurs sur cinq d'un décret d'accusation, et ceux-ci démissionnent : c'est la mise en œuvre d'une responsabilité politique. Troper conclut ainsi : « Il ne s'est produit aucun coup d'État qui soit imputable à la séparation des pouvoirs, ce qui n'a rien d'étonnant puisque cette Constitution n'organise pas de séparation des pouvoirs. »
Un coup d'État, qui ne résulte pas d'un blocage institutionnel mais d'un simple coup de force militaire, est provoqué contre le régime par Napoléon Bonaparte le 18 brumaire an VIII (9 novembre 1799) qui instaure le Consulat.